# Grevar av Wisborg

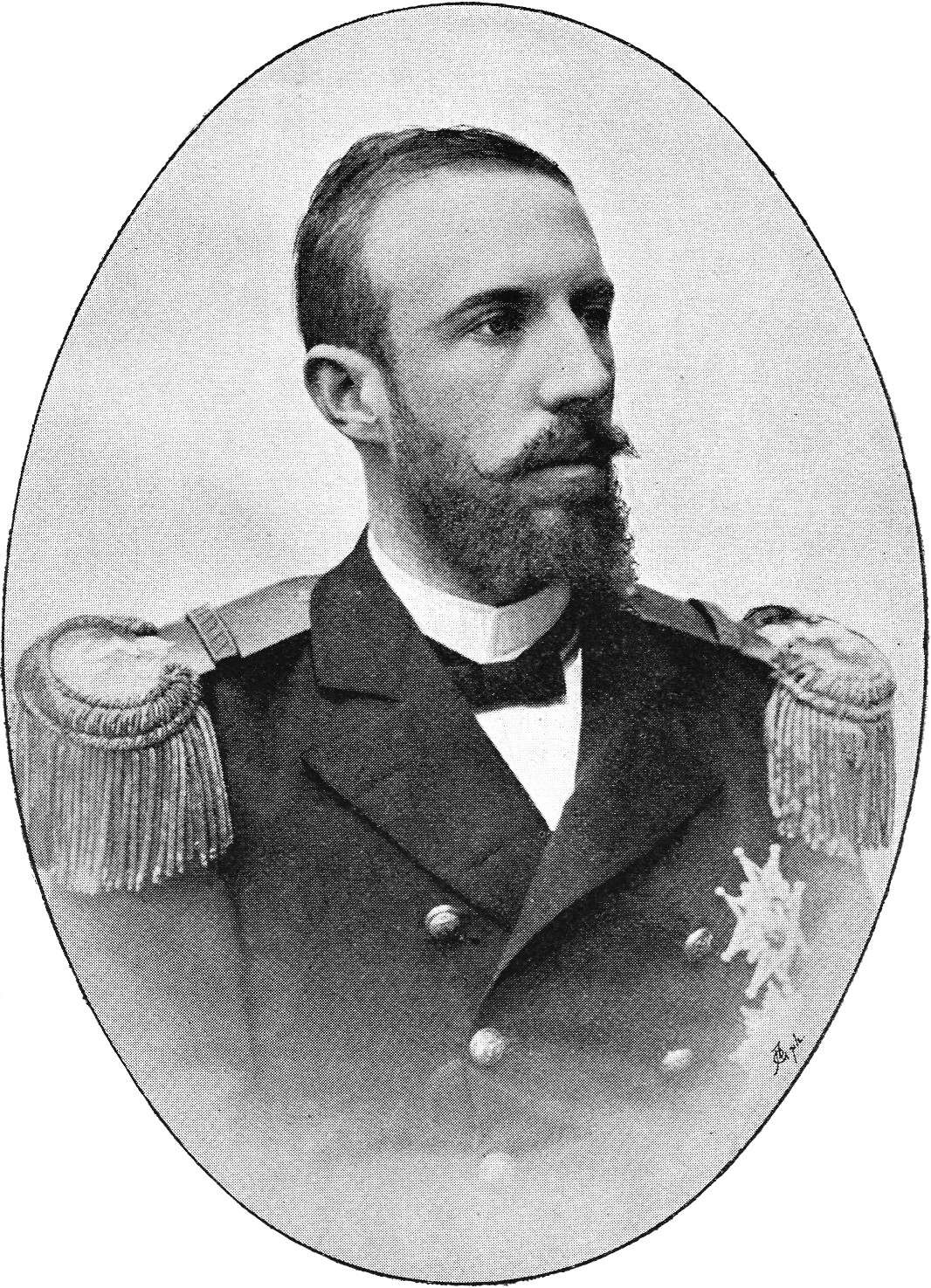
Den förste greven av Wisborg, Oscar Bernadotte.

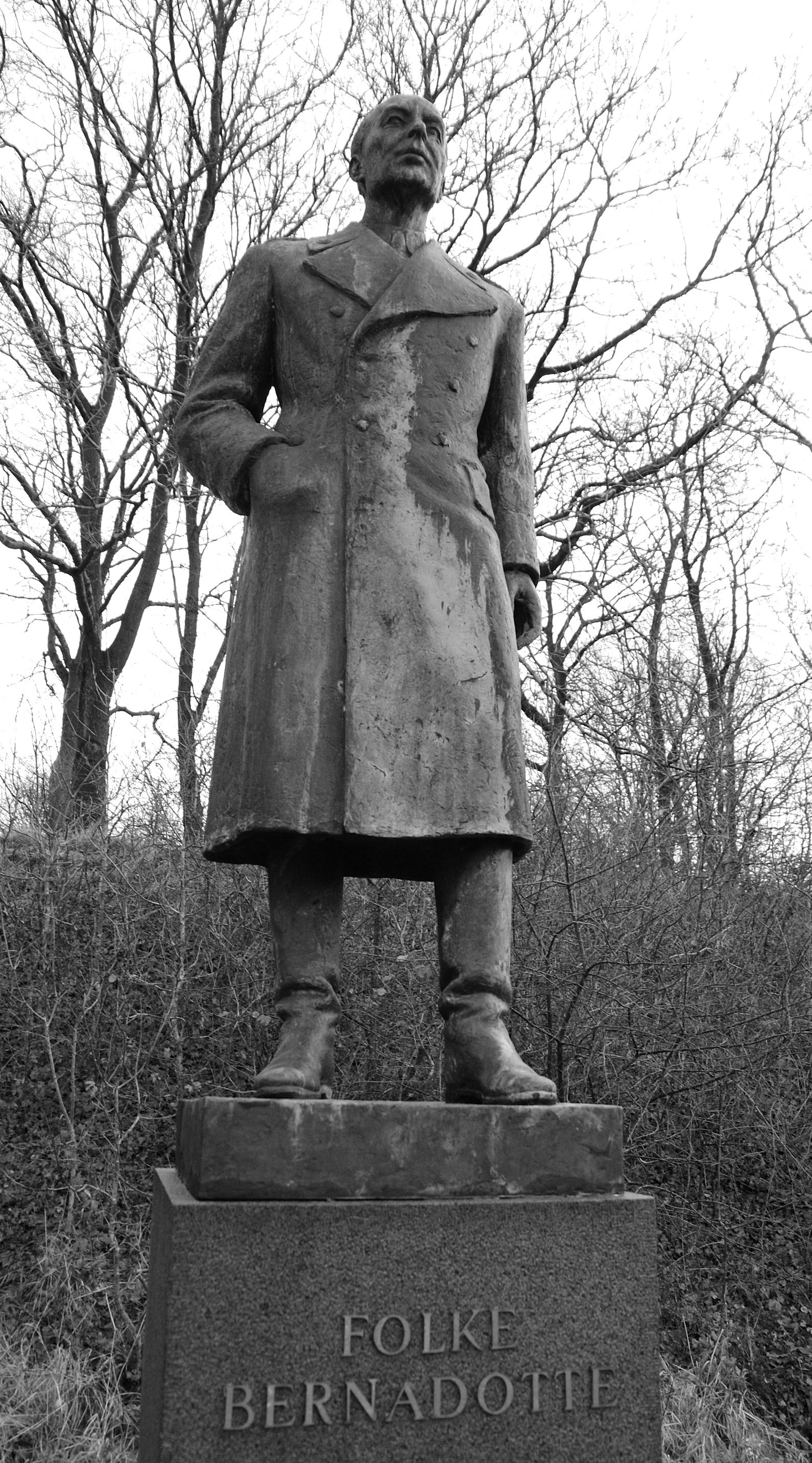
Folke Bernadotte, en av de mest internationellt kända grevarna av Wisborg.

Greve av Wisborg är en luxemburgsk ärftlig adelstitel som förlänats fyra före detta svenska prinsar, samt deras hustrur och efterkommande, efter att de förlorat sina titlar i samband med giftermål. Flera av innehavarna skriver sig därefter Bernadotte af Wisborg.
I Sverige är de grevliga ätterna medlemmar i Ointroducerad Adels Förening.

## Bakgrund
1888 gifte Oscar II:s son Oscar Bernadotte sig med Ebba Munck af Fulkila. Eftersom hon inte var av furstlig börd, utan "enskild mans dotter" som det hette i successionsordningen, förlorade han därmed arvsrätten till tronen. Efter diskussioner mellan kungafamiljen och regeringen Themptander enades man om att prins Oscar skulle avsäga sig sina titlar men kvarstå i kungahuset och få den icke-ärftliga titeln Prins Bernadotte.

### Den förste greven av Wisborg
Den 2 april 1892 upptogs prinsparet Oscar och Ebba Bernadotte samt deras efterkommande i den luxemburgska adeln av storhertig Adolf av Luxemburg, halvbror till den svenska drottningen Sofia. De fick titlarna Comte och Comtesse de Wisborg. Genom konseljbeslut den 22 oktober samma år tilläts de motta titeln med den svenska formen greve och grevinna af Wisborg. Visborgs slott var en borg på Gotland, Oscars tidigare hertigdöme, som sedan 1645 är en ruin.
Att Oscar II inte själv adlade sin son berodde på att 1809 års regeringsform begränsade adelskapet till den adlade och efter dennes död närmaste manlige bröstarvinge.

### Fler prinsar med förlorad arvsrätt
Under 1900-talet skulle ytterligare fyra svenska prinsar förlora arvsrätten genom giftermål. 
Den förste var prins Wilhelms son Lennart Bernadotte, gift 1932 med Karin Nissvandt. Därefter följde kronprins Gustaf (VI) Adolfs söner Sigvard Bernadotte, gift 1934 med Erica Patzek, och Carl Johan Bernadotte, gift 1946 med Kerstin Wijkmark. Kung Gustaf V godkände inte dessa giftermål och prinsarna fråntogs samtliga titlar. Förhållandet mellan de före detta prinsarna och kungafamiljen var ansträngt men mjuknade efterhand. 1951 bad Gustaf VI Adolf storhertiginnan Charlotte av Luxemburg att utnämna även Sigvard, Carl Johan och Lennart Bernadotte till grevar av Wisborg. Efter att hon gått med på det förmedlades erbjudandet till de tilltänkta grevarna, som efter att ha diskuterat det sinsemellan tackade ja. De erhöll titeln den 2 juli samma år.
Prins Carls son Carl Bernadotte var den fjärde. Också han förlorade sina svenska titlar men erhöll dock kungens tillstånd att gifta sig med grevinnan Elsa von Rosen 1937. Samma år förlänades han en adlig prinstitel av sin svåger Leopold III av Belgien. Samtidigt erbjöds Sigvard och Lennart Bernadotte belgiska grevetitlar som de avböjde.

## Vapen
Ett nytt heraldiskt vapen fastställdes för prins Oscar Bernadotte 1888: en sköld delad av ett störtat gaffelkors innehållande vasaättens vapen, ätten Bernadottes vapen och Gotlands landskapsvapen, samt krönt av en krona särskilt fastställd för prinsens räkning.
Detta vapen fastställdes på nytt för prins Oscar Bernadotte i och med utnämningen till greve av Wisborg 1892 med tillägget att hans efterföljande skulle kröna skölden med en (kontinental) grevekrona. Samma vapen fastställdes för de nya grevarna 1951. Blasoneringen lyder:
| ” | Skölden tredelad medelst ett störtat, utböjt gaffelkors av guld: I. ett två gånger balkvis styckat fält i blått, silver och rött, belagt med en vase av guld; II. i blått fält en från en av en vågskura bildad stam av silver uppskjutande, krenelerad bro av silver i tre spann med två krenelerade torn, åtföljd över denna av en på en åskvigg sittande örn av guld med sänkta vingar, ovantill åtföljd av sju femuddiga stjärnor av guld, ordnade i form av Karlavagnen; III. i blått fält en Agnus Dei av silver med gloria av guld, bärande på en korsstång av guld en fana av silver, vari ett rött kors. På skölden vilar en kontinental grevlig krona. | „ |

Den nuvarande blasoneringen skiljer sig från den ursprungliga på så vis att den tidigare svarta örnen är av guld och att bron är krenelerad.

## Medlemmar (urval)
Ätt A
- Oscar Bernadotte (1859–1953), gift 1888 med Ebba Bernadotte född Munck af Fulkila (1858–1946), greve och grevinna av Wisborg 1892
  - Carl Bernadotte af Wisborg (1890–1977), son till Oscar
    - Oscar Bernadotte af Wisborg (1921–2018), son till Carl

  - Folke Bernadotte (1895–1948), son till Oscar, gift med Estelle Bernadotte född Manville (1904–1984)

Ätt B
- Sigvard Bernadotte (1907–2002), greve av Wisborg 1951, gift 1934–1943 med Erica Bernadotte född Patzek (1911–2007), gift 1943–1961 med Sonja Bernadotte född Christensen Robbert (1909–2004), gift 1961 med Marianne Bernadotte född Lindberg (1924–2025)

Ätt C
- Carl Johan Bernadotte (1916–2012), greve av Wisborg 1951, gift 1946 med Kerstin Bernadotte född  Wijkmark (1910–1987), gift med 1988 Gunnila Bernadotte född Wachtmeister af Johannishus (1923–2016)

Ätt D
- Lennart Bernadotte (1909–2004), greve av Wisborg 1951, gift 1932–1971 med Karin Bernadotte född Nissvandt (1911–1991), och 1972–2004 med Sonja Bernadotte född Haunz (1944-2008)
  - Jan Bernadotte (1941–2021), son till Lennart och Karin
  - Bettina Bernadotte (född 1974), dotter till Lennart och Sonja